# 今參局
今參局（15世纪？—1459年2月22日），室町幕府八代將軍足利義政的乳母，後來更進一步成為他的側室，父親為大館滿冬，而她也被稱作「御今」。後來她與烏丸資任、有馬持家被合稱為「三魔」，被認為是義政身邊的三大奸臣之一。
由於她身為義政乳母的關係，對幕府很具有影響力。義政在1449年成為將軍後，1451年時，今參局便介入尾張國守護代的人事問題，把與守護斯波義建對立的守護代織田敏廣更換為織田鄉廣。後來這件事不但遭到管領細川勝元與畠山持國的反對，還掀起六代將軍足利義教的正室日野重子出奔事件。1455年，今參局為十九岁的義政生下一個女兒。1459年，義政的正室日野富子生下一個孩子，但是不久便夭折了，於是盛傳今參局有詛咒之事。
當時義政對於富子與今參局之間爭執也相當苦惱，最後只好下令將今參局流放到沖之島。今參局在流放的途中於近江國蒲生郡自殺，而在幕府裡與今參局同黨的派系也被流放。也有一種說法認為，今參局之死是富子派人將她暗殺的。